# Tyrväntö
Tyrväntö est une ancienne municipalité du Kanta-Häme en Finlande,.

## Histoire
En 1971, Tyrväntö a fusionné avec Hattula, à l'exception d'une petite partie nord, qui a été absorbée par Valkeakoski peu de temps après la fusion avec Tyrväntö. 
Au 1er janvier 1970, la superficie de Tyrväntö était de 91,8 km2 et au 31 janvier 1969 elle comptait 1 683 habitants.